# Зауэр, Гуннар
Гу́ннар За́уэр (нем. Gunnar Sauer; род. 11 июня 1964, Куксхафен, Нижняя Саксония) — немецкий футболист, играл на позиции защитника, наиболее известен по выступлениям за «Вердер».

## Карьера
Гуннар Зауэр родился в Куксхафене. Большую часть своей футбольной карьеры провел «Вердере» на позиции защитника. Пиком его карьеры считают период 1986—1991 годов, так как за все остальные годы в «Вердере» он провел всего 17 матчей.
В 1996 году перебрался в берлинскую «Герту», которой помог подняться в Бундеслигу. После Герты играл за «Лейпциг», чуть позже за «Ольденбург». В 1999 году завершил карьеру.

## Международные выступления
Вызывался в состав сборной ФРГ на Чемпионат Европы по футболу 1988 года, но ни разу не выходил на поле. Больше ни разу не вызывался в сборную.
В составе олимпийской сборной ФРГ занял 3-е место на Играх в Сеуле.

## Достижения
- Чемпион Германии (2): 1987/88, 1992/93
- Обладатель Кубка Германии (2): 1990/91, 1993/94
- Финалист Кубка Германии: 1988/89, 1989/90
- Обладатель Кубка кубков: 1991/92